# Charles Kroepflé
Charles Kroepflé, né le 13 mars 1913 à Saint-Louis et décédé le 1er octobre 1989 à Bollwiller, est un homme politique français.

## Biographie
Industriel, il entre au conseil municipal de Saint-Louis en 1945 sous le mandat de Marcel Hurst et lui succède à la tête de la commune en 1957.
Il est candidat aux élections législatives de 1958 dans la cinquième circonscription du Haut-Rhin mais il est battu au second tour par le républicain populaire Henri Ulrich. À la suite de l'invalidation de ce dernier, une élection législative partielle est organisée les 22 février et 1er mars 1959 et Kroepflé se présente à nouveau aux suffrages : il est défait par le député sortant invalidé, obtenant 30,84 % des voix.
Se présentant une troisième fois lors du scrutin législatif de 1962 dans la circonscription de Mulhouse-Campagne, il est investi par l'UNR-UDT et l'emporte dès le premier tour avec 52,24 % face au député sortant. À l'Assemblée nationale, il siège au sein du groupe gaulliste et intègre la commission de la production et des échanges.
En mars 1967, il ne sollicite pas un second mandat et Raymond Scholer lui succède à la chambre basse.

## Détail des fonctions et des mandats
Mandat parlementaire
- 6 décembre 1962 - 2 avril 1967 : député de la 5e circonscription du Haut-Rhin

Mandats locaux
- 1954 - 19 mai 1957 : adjoint au maire de Saint-Louis
- 19 mai 1957 - 14 mars 1965 : maire de Saint-Louis